# Bombo criollo
Il bombo criollo, o semplicemente bombo, è una famiglia di tamburi latinoamericani derivati dalla grancassa europea (chiamata anche in spagnolo bombo) e dalla tradizione nativa del tamburo latinoamericano. Questi tamburi sono di dimensioni più piccole rispetto alla grancassa dell'orchestra e la loro struttura può essere in legno o acciaio. Possono essere tenuti verticalmente o diagonalmente sul corpo o su un supporto. La fattura specifica dello strumento dipende dalla tradizione regionale. In Argentina, il bombo criollo è chiamato bombo legüero. A Cuba, è conosciuto come bombo de comparsa grazie al suo uso nelle comparsas. In altri paesi è comunemente usato il termine tambora.
Il bombo non dovrebbe essere confuso con la bomba portoricana, un genere di musica suonata con tamburi a mano chiamati barriles de bomba (barili di bomba), che non sono collegati alle grancasse europee.

## Argentina e Cile
Il bombo legüero è uno strumento comune nelle tradizioni popolari argentine come la zamba e la chacarera. Il corpo del tamburo è ricavato da un tronco d'albero scavato e la testa è fatta di pelli di animali.

## Cuba
Il bombo de comparsa è il tamburo più basso utilizzato nella conga santiaguera, la musica dei carnevali di strada di Santiago di Cuba. Sono tamburi militari sintonizzabili, a due teste introdotti nell'isola dai coloni spagnoli.
Nella tumba francesa e nella tahona, due stili importati nella Provincia Oriente di Cuba da schiavi afro-haitiani dopo la rivoluzione haitiana, la grancassa (leggermente più piccola del bombo) si chiama tambora, tamborita o tambuché.

## Tambora
In alcuni paesi dell'America latina il termine tambora è usato per riferirsi al bombo criollo. Tuttavia, le tamboras sono generalmente più larghe di altri bombo criollo, forse essendo un adattamento delle grancasse europee (bombo) e rullante (redoblantes).

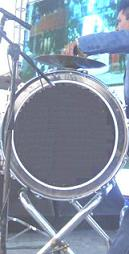
Mexican brass band tambora

### Colombia e Panama
In Colombia e Panama, i tamboras sono usati per suonare la cumbia. Tradizionalmente questo tipo di tambora è suonato con bastoni e fissato su un supporto.

### Repubblica Dominicana
Nella Repubblica Dominicana, le tamboras sono tamburi a due teste usati nella musica merengue. Erano tradizionalmente fatti da barili di rum recuperati.

### Messico
I tamboras messicani hanno un diametro da 51 a 66 centimetri. Ci sono due tipi di tambora nella musica messicana: uno tradizionale, senza cimbali, usato nei gruppi popolari tamborileros del norte, violín y tambora e jaraberos e quello usato in bande di ottoni messicane, come nella banda sinaloense e il tamborazo zacatecano, che ha un piatto sopra il telaio e un supporto per il tamburo. Un martello di feltro è usato per battere il tamburo.

### Venezuela
Il tambora venezuelano è suonato nella gaita zuliana. È un tamburo a una testa suonato con bastoni. Il suonatore può sedersi su di esso o metterlo tra le sue gambe per eseguire ritmi sullo strumento, colpendo la testa, il bordo o il corpo del tamburo.